# کول ساواش
کول ساواش (به ترکی استانبولی: Kool Savaş) یک رپر آلمانی و هنرمند موسیقی هیپ هاپ هست. ساواش در سال ۱۹۷۵ در آخن از شهرهای منطقه نوردراین-وستفالن آلمان از پدری ترک و مادری آلمانی زاده شد. در دوران کودکی هنگامی که به همراه خانواده به شهر پدری خود چوروم رفتند، پدرش به دلیل موضع سیاسی علیه دولت ترکیه دستگیر شد، وی به همراه مادرش به آخن بازگشت. که معناس فامیلی وی ساواش در زبان ترکی جنگ می‌باشد 
. کول؛ از رپ‌های سرشناس در آلمان می‌باشد که همکاری‌های با آزاد آزادپور رپر ایرانی الاصل آلمان نیز داشته است. وی فعالیت حرفه‌ای خود را از سال ۱۹۹۵ میلادی تاکنون ادامه می‌دهد.